# Met z'n tweeën (Kraantje Pappie)
Met z'n tweeën is een nummer van de Nederlandse rapper Kraantje Pappie uit 2013. Het is de eerste single van zijn tweede studioalbum Crane II.
"Met z'n tweeën" gaat over een jongen die gek is op zijn geliefde, maar tegelijkertijd ook weet dat zij een probleem voor hem is. Het nummer leverde Kraantje Pappie een bescheiden succesje op in zowel Nederland als Vlaanderen. In Nederland bereikte het de 4e positie in de Tipparade, terwijl het in Vlaanderen de 8e plek in de Tipparade bereikte.